# Detective Comics
Detective Comics är en amerikansk serietidning grundad 1937. Den har sedan starten en månatlig utgivning och har gett namn åt utgivaren, dagens DC Comics (ursprungligen Detective Comics, Inc.). Ett flertal kända seriefigurer har haft sin debut i tidningen, bland annat Batman som sedan varit tidningens huvudfigur under stora delar av dess historia. År 2009 blev figuren Batwoman huvudrollsinnehavare.

## Produktionsfakta
- ISSN-nummer: 1948-1314[2]